# 杰思罗·萨姆纳
杰思罗·艾克森·萨姆纳（英語：Jethro Exum Sumner，约1733年—1785年3月18日）是北卡罗莱纳州的一位地主兼商人，曾在美国独立战争期间担任大陆军军官。萨姆纳生于弗吉尼亚殖民地，在法国－印第安人战争期间加入殖民地军队。这场战争结束后，他迁居北卡罗莱纳殖民地比特县，在此获得了大量土地并经营着一家酒馆。他曾出任比特县警长一职，但随着美国革命拉开帷幕，他成为坚定的爱国者，还曾入选北卡罗莱纳省议会。
1776年，萨姆纳成为大陆军北卡罗莱纳第3团司令官，先后在南方战场和费城战役冲锋陷阵。美国革命期间，大陆军總共有过5位北卡罗莱纳殖民地准将，萨姆纳便是其中之一，从1779年任职到1783年。他在斯托诺弗里战役和尤托泉战役中表现英勇，但反复发作的健康问题经常迫使他无法冲锋陷阵，只能处理行政工作或是回到北卡罗莱纳静养。大陆军中的北卡罗莱纳将士在查尔斯顿围城战和卡姆登战役后已所剩无几，萨姆纳成为北卡罗莱纳民兵将领，但很快因不满殖民地战争议会将民兵指挥权交给外来军官而辞职抗议。1783年战争结束后，萨姆纳帮助建立了辛辛那提协会北卡罗莱纳分会并担任首任主席。1785年3月中旬，杰思罗·艾克森·萨姆纳在沃伦县逝世，享年52岁。

## 早年生活

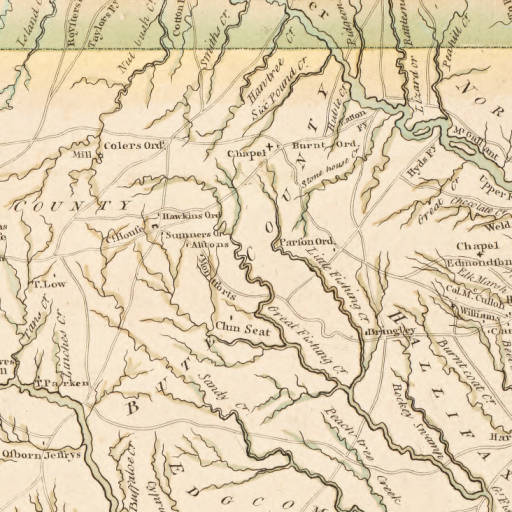
约翰·科莱所绘1770年北卡罗莱纳州地图的一部分，可以看到比持县及周边环境。

杰思罗·萨姆纳于1733年生于弗吉尼亚殖民地的南斯蒙德县（Nansemond County），与父亲同名，母亲叫玛格丽特·沙利文·萨姆纳（Margaret Sullivan Sumner），夫妇二人于1691年在该县定居。法国－印第安人战争期间，小杰思罗于1758到1761年加入弗吉尼亚武装部队在宾夕法尼亚殖民地作战，官封中尉并由威廉·伯德三世（William Byrd III）指挥:12。1758年11月25日，萨姆纳参加了夺取林肯堡（Fort Duquesne）的战斗:13，之后又于1760年成为宾夕法尼亚殖民地贝德福德堡（Fort Bedford）的司令官。他的团于1761年解散后，萨姆纳回到南斯蒙德县的故居:14-15。1761到1764年间，他迁居北卡罗莱纳殖民地的比特县（Bute County），并与格兰维尔县的玛丽·赫斯特（Mary Hurst）成婚，两人共有3个孩子。其中一个女儿之后嫁给了托马斯·布朗特（Thomas Blount），后者将多次担任联邦众议员。
萨姆纳继承了妻子家人在比特县的大量地产，他在该县拥有一家小酒馆，还可能是亲自经营，为此租下的地皮每年租金为36英镑:36许多从弗吉尼亚殖民地迁居北卡罗莱纳定居的人都会与故乡保持密切的业务联系，萨姆纳可能也是如此:15-16。1772到1776年间，他成为比特县警长，然后辞职参加美国革命战争，成为军官:34, 41。萨姆纳积极参与革命前的抗议和政治活动，他相信殖民地注定要扯旗造反，摆脱大英帝国统治分家单过。

## 美国革命战争
1775年，北卡罗莱纳省议会通过法案，在殖民地境内各处征兵组建武装部队，最终组建出6大民兵区，萨姆纳的家在哈利法克斯县的哈利法克斯（Halifax），这里就是其中一个民兵区的中心。整个殖民地包括民兵在内的军人加入大陆军服役的期限为6个月:17。萨姆纳成为哈利法克斯区民兵少校，获派带兵操练，为战争做准备:24。1775年8至9月间，他还作为比特县代表参加了第三届北卡罗莱纳省议会。1775年11月，萨姆纳召集民兵集合，然后北上参加罗伯特·豪指挥的诺福克攻城战:25。

### 1776年，南方战场
1776年4月4日，距独立战争之火在马萨诸塞殖民地熊熊燃起已过了近一年，北卡罗莱纳省议会将萨姆纳晋升为上校，担任北卡罗莱纳第3团司令官。他很可能参与了1776年防卫查尔斯顿，反击英军入侵的战斗:29，之后又参与了查尔斯·李少将进军英属佛罗里达的计划，但这一计划以流产告终。计划期间，萨姆纳与弗吉尼亚第8团的彼得·穆伦堡（Peter Muhlenberg）出现分歧。由于李会率先出发，需要有人指挥他统领的弗吉尼亚和北卡罗莱纳兵马，萨姆纳和穆伦堡对此争执不下。最终双人的争端一直到军事调查法庭上才得以解决，由于萨姆纳没有出庭答辩，法庭把临时指挥权判给了穆伦堡:76。1776年8月18日，萨姆纳的第3团已经到达萨凡纳，与同月上旬抵达的李会师:78。入侵佛罗里达的计划流产后，萨姆纳于1776年9月离开萨凡纳和第3团，返回北卡罗莱纳招兵买马。

### 费城战役和福吉谷
1777年初，萨姆纳继续担任北卡罗莱纳第3团司令官，带领部队北上接受乔治·华盛顿调遣参加费城战役。这年春到夏季，他同大陆军主力在现今新泽西州的莫里斯敦地区扎营。他同手下日常继续操练，检查补给、修整武器，许多北卡罗莱纳军人的步枪状况太差，有相当数量只能丢弃:92。萨姆纳同第3团参与了布兰迪万河战役和日耳曼敦战役，1777年冬到1778年同华盛顿率领的部队在福吉谷度过。
弗朗西斯·纳什准将在日耳曼敦战死后，北卡罗莱纳旅下属的几个团就没有了司令官。来自纽约殖民地的亚历山大·麦克杜格尔（Alexander McDougall）和来自乔治亚殖民地的拉克兰·麦金托什（Lachlan McIntosh）将军在这年冬季临时担任北卡罗莱纳军队指挥。许多北卡罗莱纳军官都认为，根据殖民地向大陆军提供的军人数量，北卡罗莱纳应该可以再任命两名准将。:122福吉谷的北卡罗莱纳将士共有1051人，但其中353人患有疾病，还有164人缺少足够的衣物，这400余人都不适合冲锋陷阵:122-123。萨姆纳也在1778年春病倒，被迫回家休养，这一期间他还继续在北卡罗莱纳招兵买马。虽然有他在后方补充兵源，但北卡罗莱纳旅还是因缺少可以作战的军人而于1778年2月合并，萨姆纳的第3团并入北卡罗莱纳第5团:147。

### 晋升及投身南、北卡罗莱纳战场
虽然北卡罗莱纳可以提名军官升任准将，但殖民地议会对具体人选存在分歧，托马斯·伯克（Thomas Burke）是当时北卡罗莱纳参加大陆会议的代表中的领袖人物之一，他显然对提名任何准将人选的提案都缺乏兴趣，导致准将任命议程一拖再拖。亚历山大·马丁（Alexander Martin）本是最有希望晋升将职的候选人，但他因受到怯懦的指控而辞职，不大可能再获得提名，这使得局面进一步复杂化:132。1777年11月7日的会议过后，殖民地议会在讨论替补将领人选上延迟了一个多月:132, 134。到了12月15日，北卡罗莱纳殖民地议会终于指示其第二届大陆会议代表提名萨姆纳晋升准将:134。不过，一直到1779年1月9日，大陆会议才任命萨姆纳和另一位北卡罗莱纳军官詹姆斯·霍根担任准将，议会还命令萨姆纳前去南卡罗莱纳殖民地与本杰明·林肯会合。萨姆纳是大陆会议上获支持票最多的一位，共得到13票，而霍根得到了9票，托马斯·克拉克（Thomas Clark）只有4票:168。
1779年6月20日，萨姆纳在斯托诺弗里战役中率领大陆军的一个旅，袭击英军右翼并包抄黑森火枪团:204–205。战役期间，大陆军和爱国者民兵的弹药逐渐耗尽，林肯被迫下令全军撤退。萨姆纳手下至少有7名大陆军军官受伤，10名北卡罗莱纳军人战死，未来美国总统安德鲁·杰克逊的兄长休（Hugh）也是殉职者之一:205-206。斯托诺弗里战役后，萨姆纳的身体健康又出现滑坡，他返回北卡罗莱纳疗养，并在康复期间继续招募军人。萨姆纳在疗养期间还遭遇财政困难，当时许多同级别军官都因此导致难以养家糊口:208。林肯授命萨姆纳在北卡罗莱纳追回逃兵，迫使他们重返军队服役:216, 219。萨姆纳没有参与1779年9至10月的萨凡纳围城战，这场战斗以爱国者惨败告终:34。

### 民兵统帅

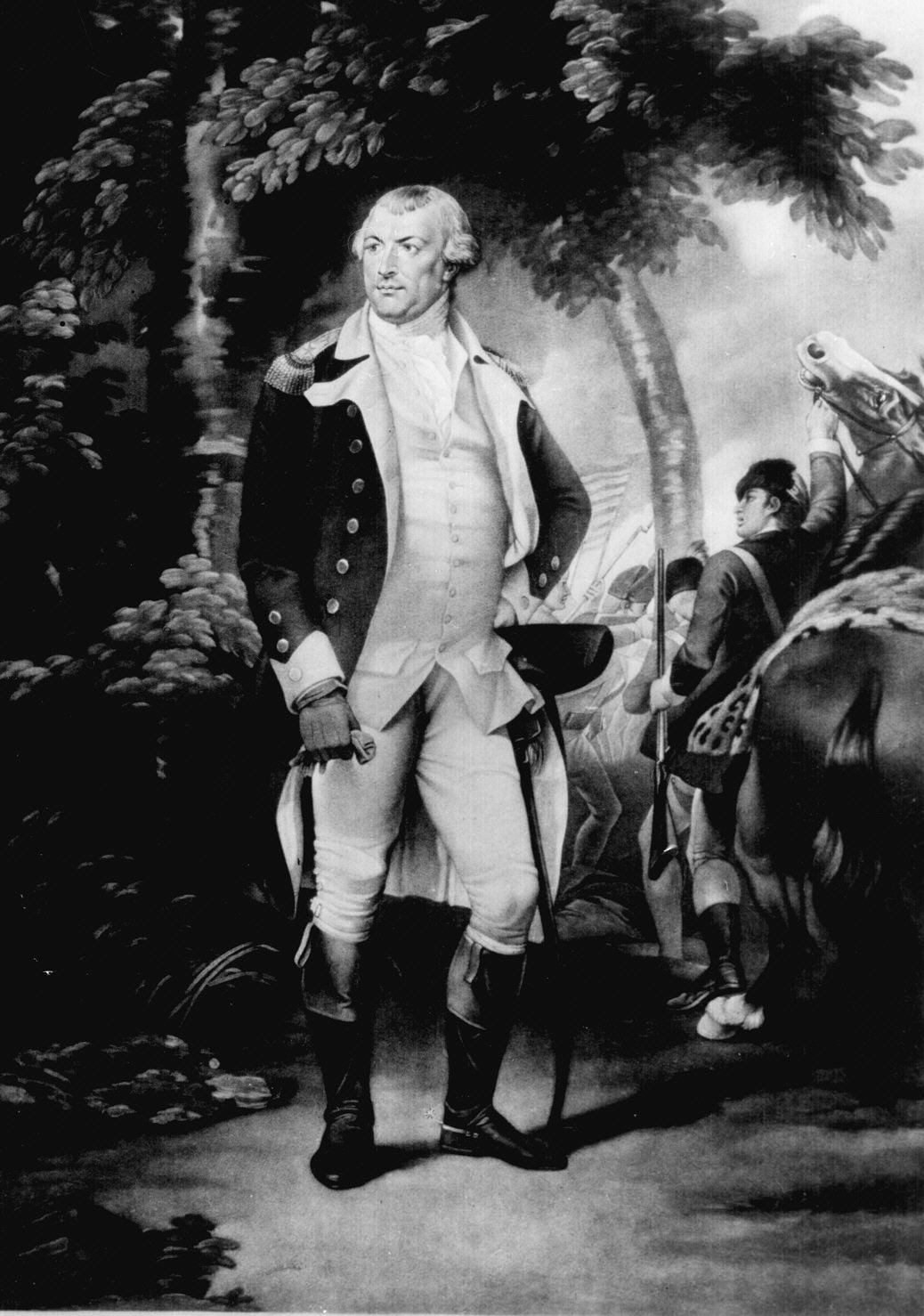
1780年起，萨姆纳在弥敦内尔·格连将军（图）属下任命

从1780年5月的查尔斯顿围城战到同年8月的卡姆登战役，北卡罗莱纳战线（指大陆军中的所有北卡罗莱纳军事单位）几乎全军覆没，伤亡惨重之余，还有许多人沦为战俘:244-245。两战期间，萨姆纳至少有部分时间在北卡罗莱纳招兵买马:34。北卡罗莱纳殖民地议会决定不再重建整条战线，而是依靠民兵来防卫殖民地:246。1780年9月，萨姆纳临时执掌希尔斯伯勒区民兵，听从殖民地民兵司令员理查德·卡斯威尔（Richard Caswell）指挥:247。作为北卡罗莱纳民兵一个旅的司令员，萨姆萨获命抗击查尔斯·康沃利斯率领的英军进攻，但民兵部队的装备很差，而且缺乏训练:247。
1780年末，北卡罗莱纳战争议会解除卡斯威尔的民兵司令员职务，殖民地议会将民兵指挥权交给来自马里兰殖民地的威廉·斯莫尔伍德（William Smallwood）准将，这表明议会对本殖民地的军事将领缺乏信心。接下来南方战场的北卡罗莱纳大陆军将士拥有的指挥权也逐渐移交给斯莫尔伍德，这让萨姆纳更是不满:255-256。1780年10月，萨姆纳不顾亚历山大·马丁等人的不断劝阻辞去民兵部队指挥职务，回到大陆军中服役:257。萨姆纳辞职后不久，卡斯威尔、马丁等很有威望的民兵将领及其支持者激起政治反弹，促使殖民地议会废除战争议会，卡斯威尔重掌兵权，组建了用于替代战争议会的“临时特别委员会”:269。

### 重返大陆军
弥敦内尔·格连将军于1780年12月抵达南方战场并成为萨姆纳的上级，他要求萨姆纳到北卡罗莱纳为大陆军招募更多军人:260。1781年6月2日，格连命令萨姆纳前往南卡罗莱纳，后者带着350名新兵于8月1日与将军会师。虽然北卡罗莱纳通过了征兵法，但由于每天都可能有人开小差后一去不返，萨姆纳的部下人数一直在波动。萨姆纳对没法控制好部队心怀愧疚，并为此亲自向格连道歉:343。9月8日，他率领的团在尤托泉战役中成为大陆军右翼，萨姆纳及手下将士在狙击英军进袭的过程中发挥了至关重要的作用。格连对北卡罗莱纳军人在尤托泉的表现予以高度评价，称赞他们“奋勇顽强，即便是最优秀的老将也会为他们感到骄傲”:209。
尤托泉战役后，格连于1781年任命萨姆纳出任大陆军北卡罗莱纳部队司令员。1781年9月12日，保皇党大卫·范宁（David Fanning）在希尔斯伯勒发动突袭，当时的殖民地总督兼前任大陆会议代表托马斯·伯克（Thomas Burke）也遭擒获，因此格连此举主要是希望萨姆纳重整北卡罗莱纳的军事局势:364-365。1781年末，英军和大陆军的交战很快中止。此后，萨姆纳因健康问题反复发作导致无法及时向格连报告，报告间隔有时还会长达数月:373。

## 战后活动，逝世及影响

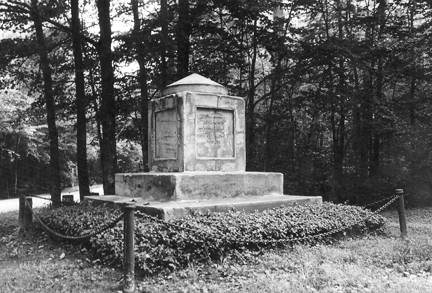
1891年，萨姆纳重新下葬在吉尔福德法院国家军事公园，这里还树起了纪念碑。

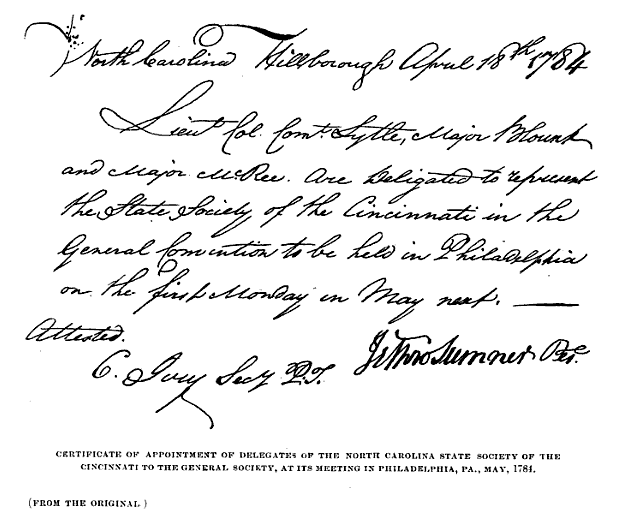
萨姆纳签署的一封信，为辛辛那提协会全国大会选派北卡罗莱纳分会代表。

1783年战争结束后，萨姆纳返回比特县，该县之后更名为沃伦县来纪念邦克山战役英雄约瑟·瓦伦。根据文献纪录，萨姆纳的夫人玛丽应该是在1781到1785年间去世:46。为了感谢他在大陆军中的贡献，大陆会议于1783年10月23日授予他土地许可状，相当于服役84个月的补偿:210。在萨姆纳的帮助下，辛辛那提协会北卡罗莱纳分会于1783年10月成立，他也成为首任分会主席。
1785年3月中旬（15至19日间），杰思罗·艾克森·萨姆纳在沃伦县去世，享年52岁。他逝世时在北卡罗莱纳和田纳西一共拥有约2万英亩土地，其中大陆会议授予他的大部分土地都在田纳西。此外，他去世时还拥有35个奴隶。:47萨姆纳起初下葬在沃伦顿（Warrenton）城外约13公里处，之后又在1891年迁至吉尔福德法院战场遗址，这里为他树起纪念碑，成为“爱国者圣殿”的组成部分:51。2012年3月，一位司机为避开路上的鹿而撞到了萨姆纳的纪念碑上，整个石碑几乎被撞毁。2012年5月，纪念碑得以重建，萨姆纳的遗骨也迁至公墓下葬。田纳西州的索姆奈县本是北卡罗莱纳州西部的组成部分，该县就是以萨姆纳命名，但他从未亲身抵达过这个县。

## 解释说明
1. ↑  有来源中认为萨姆纳拥有这片土地，只是将之与酒馆一起以每年36英镑的价格租给一位名叫“艾略特”的男子[2]:17-18。
2. ↑  有来源中认为参加这场战斗的北卡罗莱纳军队只有第1和第2团，但萨姆纳的信函内容表明他也参与了这一战[2]:29。